# Conté (entreprise)
Pour les articles homonymes, voir Conté.
Conté ou Conté à Paris est une entreprise fondée en France en 1795 qui fabrique des crayons de couleur et graphite ainsi que différents autres outils pour le dessin, dont un des plus célèbres est le carré Conté.
Elle a été rachetée en 1979 par l'entreprise Bic. En 2004, le groupe britannique ColArt rachète la partie beaux-arts et la marque Conté à Paris.

## Historique

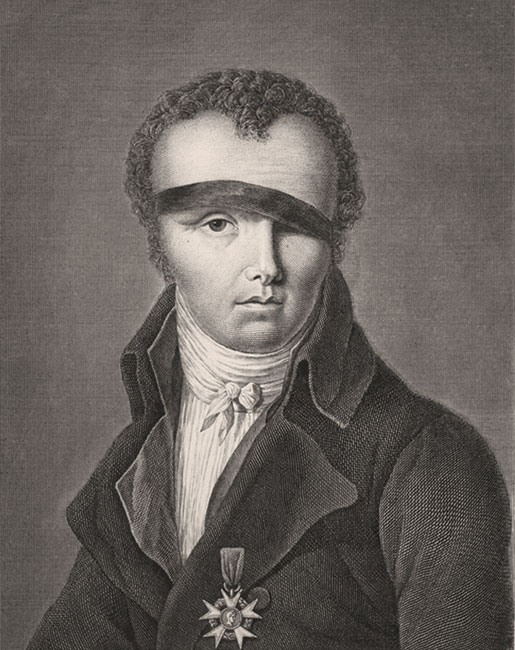
Nicolas-Jacques Conté, portrait gravé par Robert de Launay d'après Adolphe Roehn.

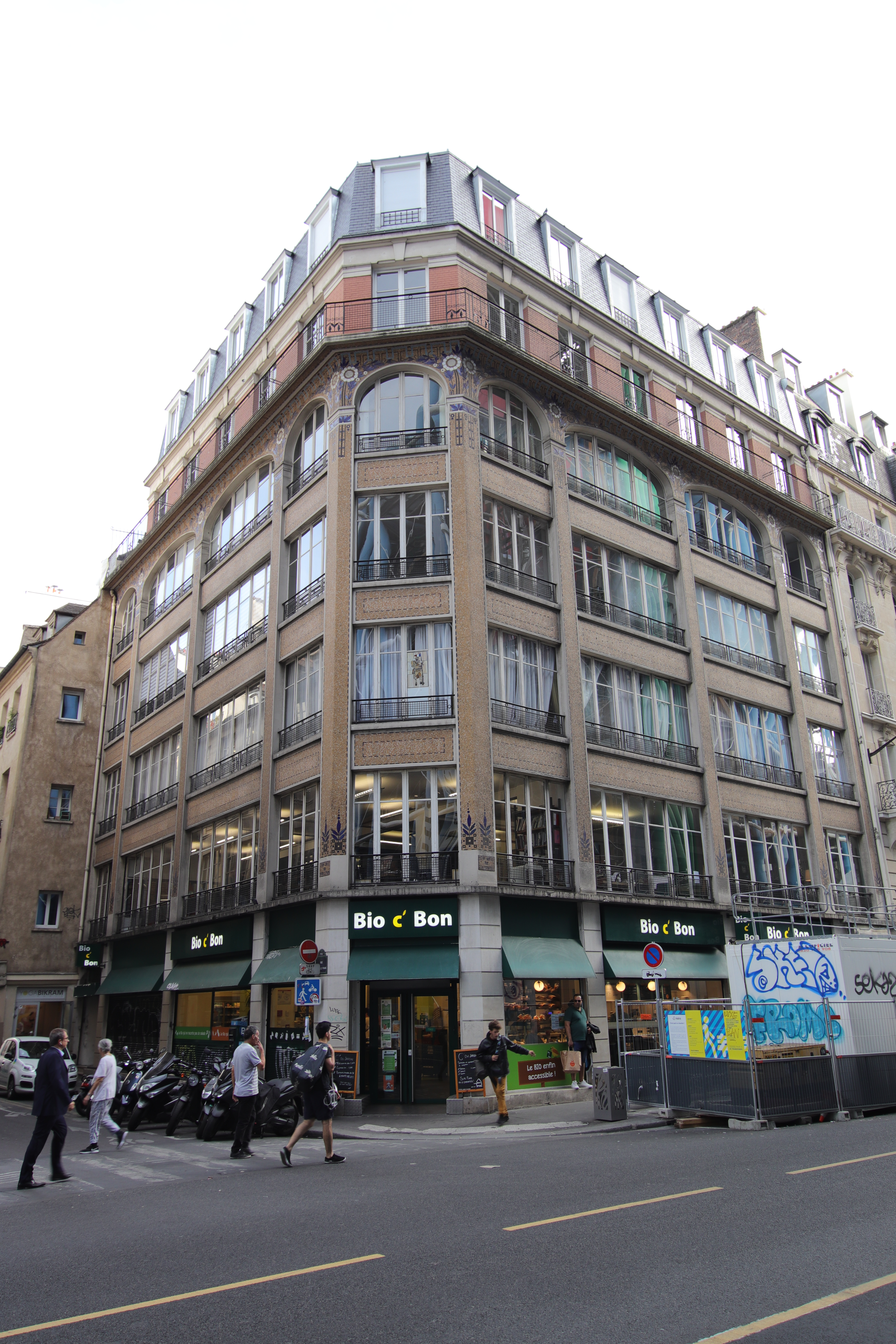
N° 26 rue du Renard,
anciens bureaux de la société anonyme Crayons Conté.

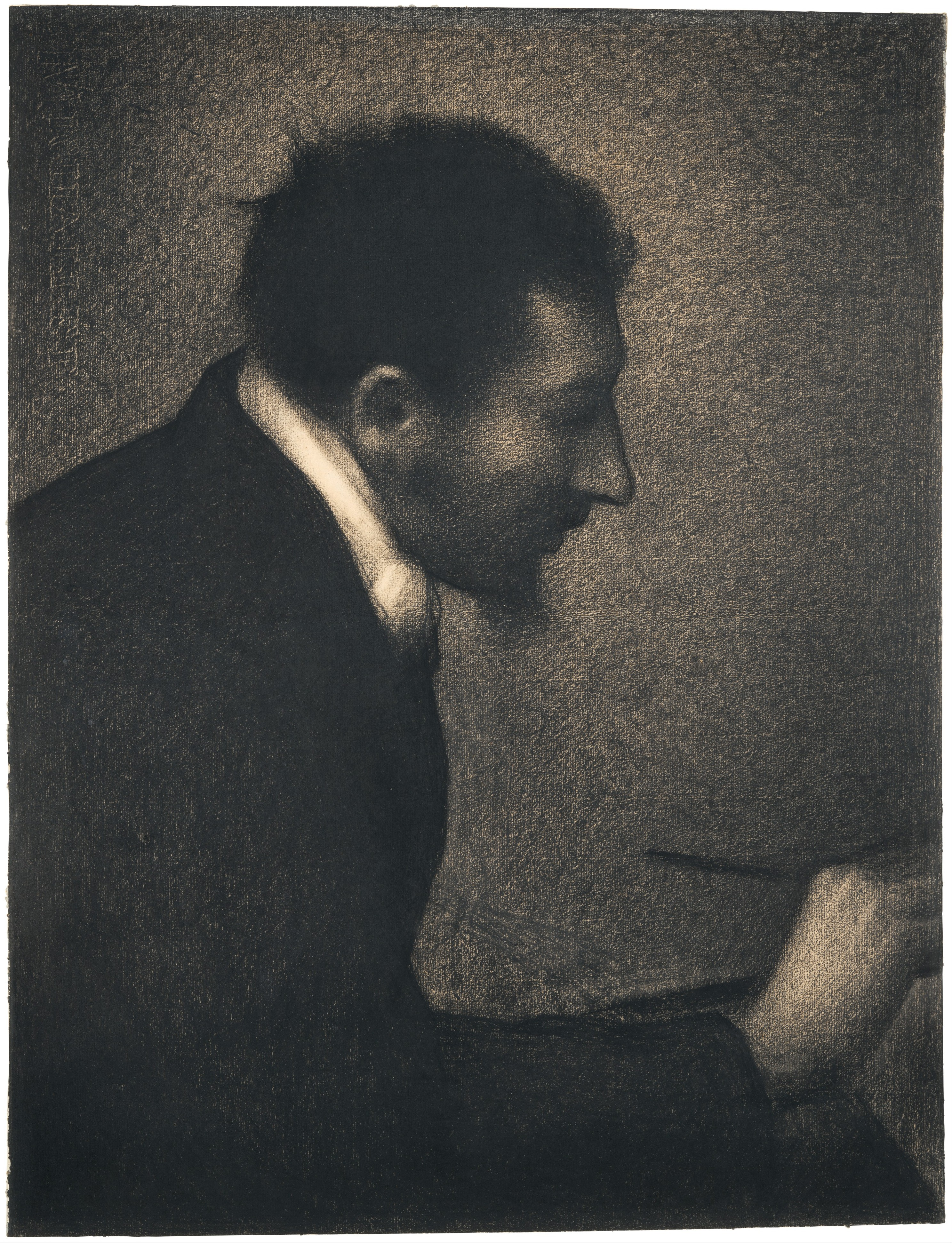
Georges Seurat, Portrait d'Edmond Aman-Jean (1882–1883), crayon Conté, New York, Metropolitan Museum of Art.

Le nom de la société vient de Nicolas-Jacques Conté, qui en 1794 invente le crayon Conté, un crayon graphite mélangé avec de l'argile qui lui confère plus de dureté que les crayons en graphite pur et ainsi une meilleure adaptation à l'écriture et au dessin technique. Le brevet est déposé en 1795 et une usine est créée.
Elle est rachetée en 1979 par la société Bic, qui conserve la marque Conté pour une partie de sa gamme (crayons et feutres).

## Criterium
La marque est également connue pour le portemine Criterium. Utilisant un système de pince à ressort pour maintenir la mine, il est plus fiable que d'autres types de portemines[réf. nécessaire].
Le crayon mécanique Criterium a été lancé par la fabrique de crayons Gilbert en 1939. La fabrique de crayons, créée à Givet dans les Ardennes, s'installe à Saint-Aubin-lès-Elbeuf. En 1950, l'usine est rachetée par la société Gilbert Blanzy-Poure qui fusionne avec Conté en 1960 pour devenir Blanzy-Conté-Gilbert. En 1983, Conté est repris par la société Bic. En 1999, l'usine de Saint-Aubin ferme ses portes et est délocalisée à Boulogne-sur-Mer,,.
Par un abus de langage, le mot « criterium » est encore souvent utilisé en France dans le langage courant pour designer un portemine. La marque déposée Criterium est restée la propriété de Bic après la revente de la marque Conté à Paris à ColArt International.

## Conté à Paris: section beaux-arts
La marque détenue par le groupe ColArt poursuit la fabrication de tous ses crayons d'arts graphiques (sanguines, pierres noires, sépias, blancs, fusains, et pastels) selon la méthode traditionnelle mise au point par Nicolas-Jacques Conté, à la Compagnie française des crayons à Lay (Loire).
La production des pastels tendres est délocalisée en Chine.

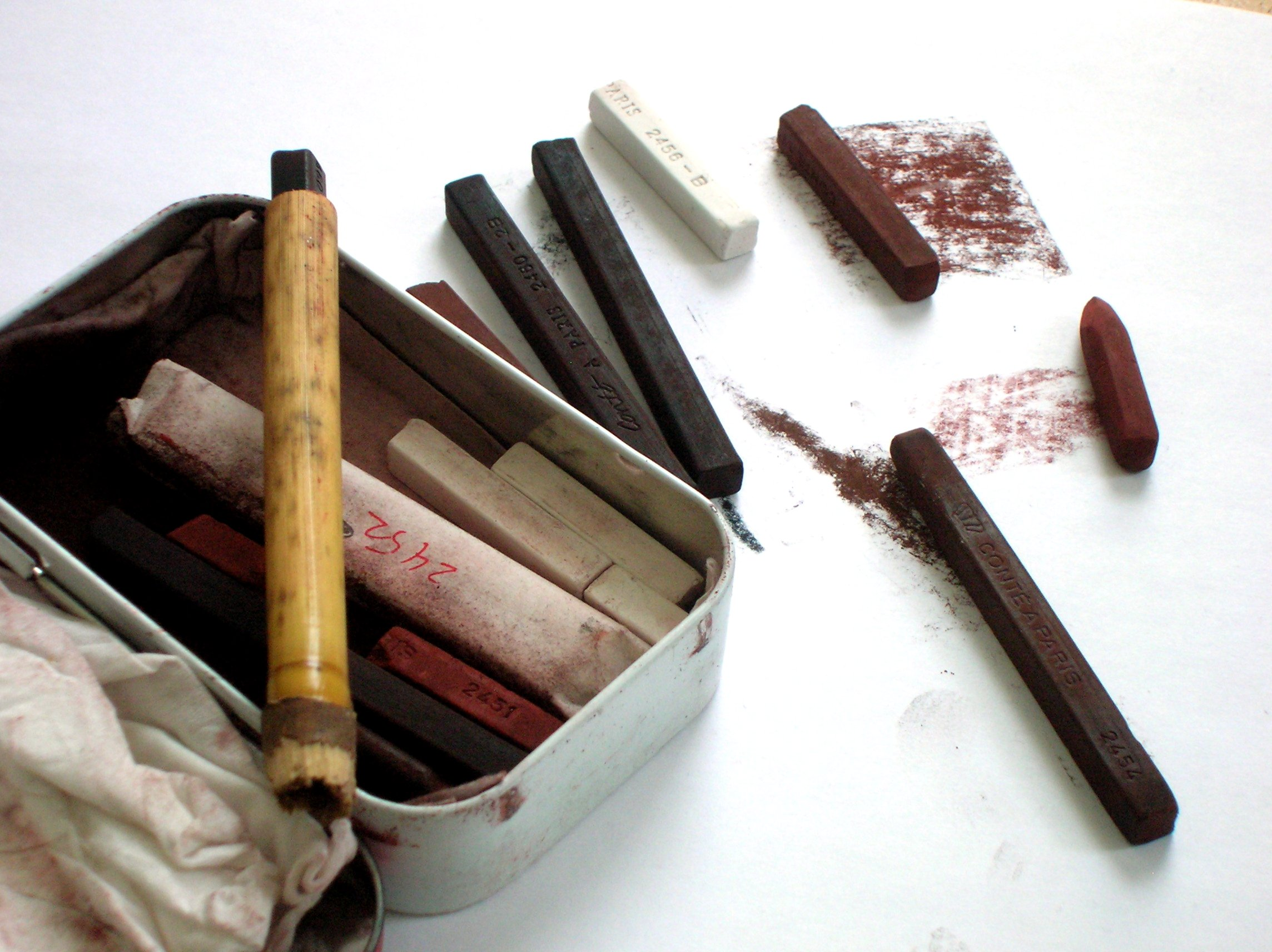
Carrés Conté.
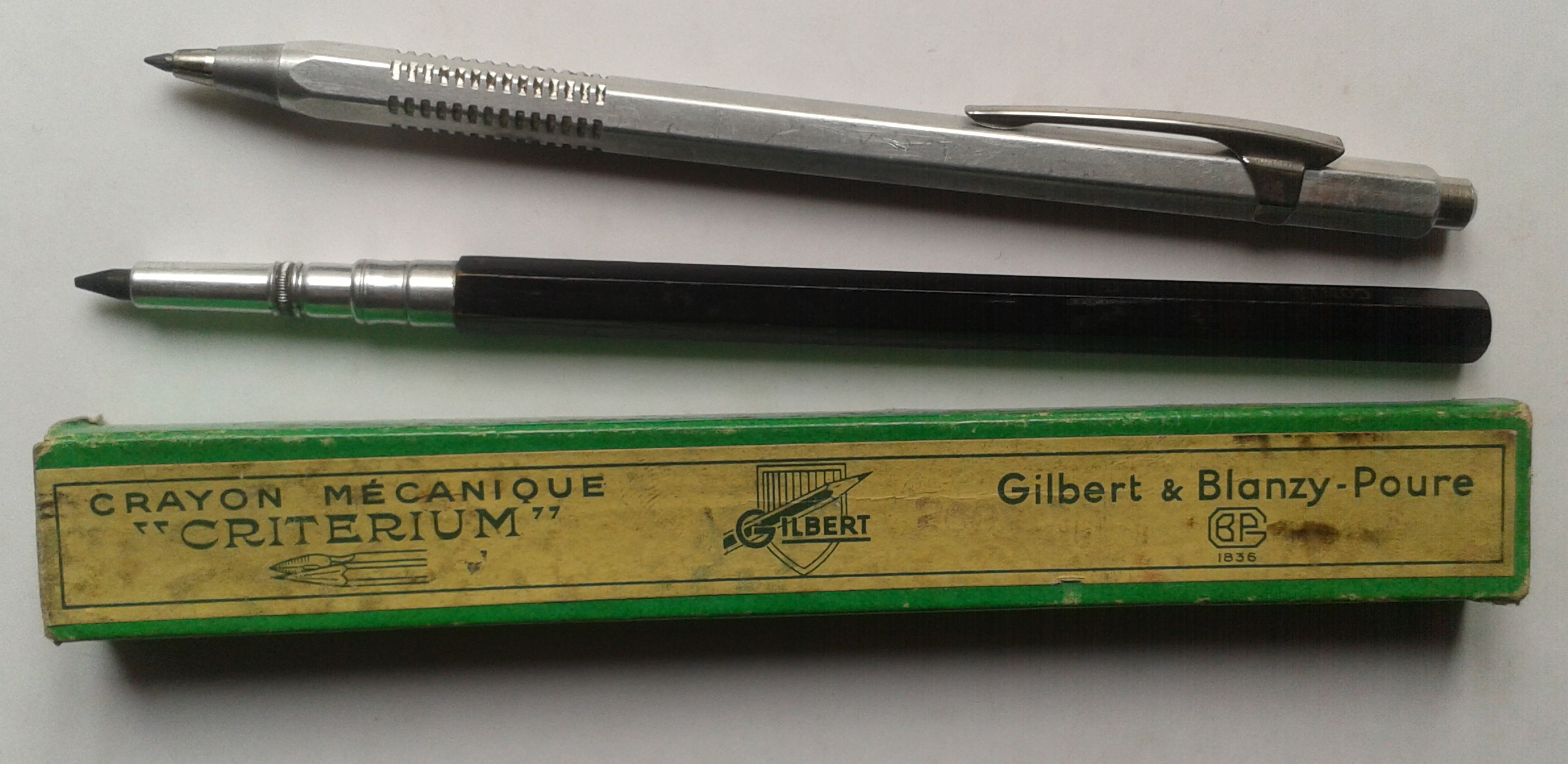
Criterium 2603 et crayon mécanique en bois.
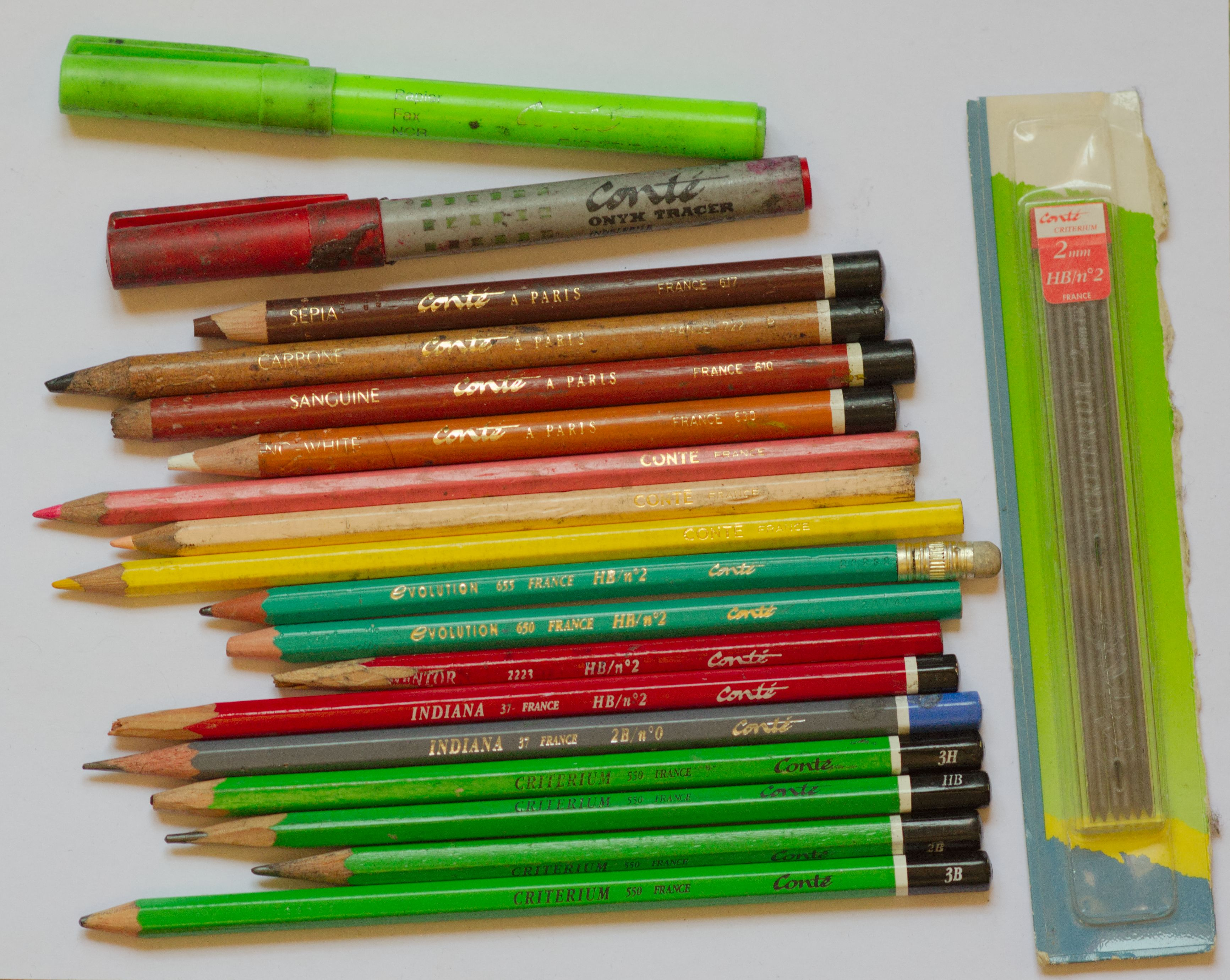
Différents crayons et feutre de la marque Conté et Conté à Paris.
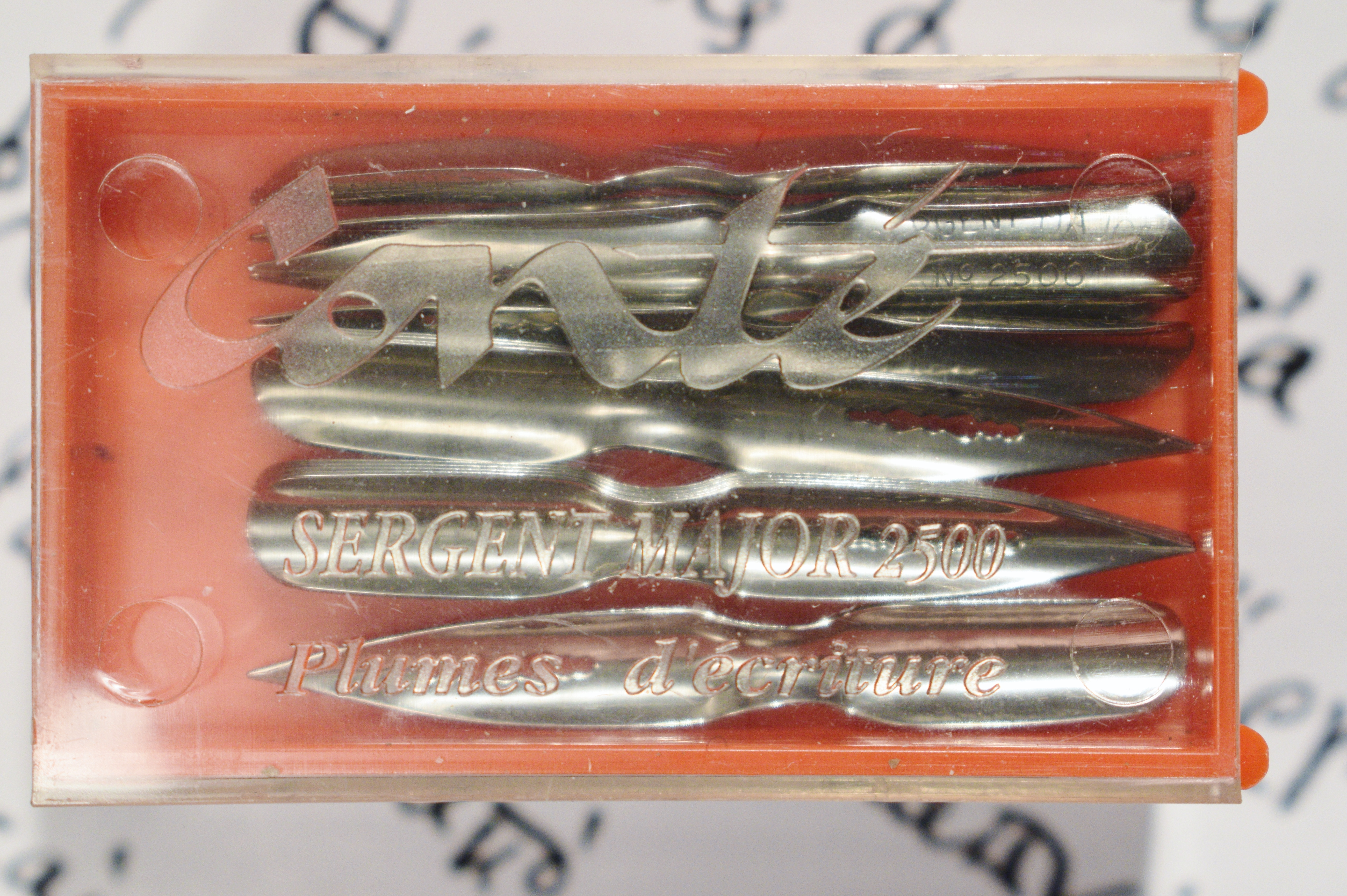
Boîte en plastique avec une douzaine de plumes Sergent-Major fabriquées par Conté dans les années 1990.